# Intisar Al-Amyal
Intisar Al-Amyal ist eine irakische Frauenrechtsaktivistin und Schriftstellerin, die ihr Leben den Rechten der Frauen in der jungen Generation und der Schaffung eines friedvolleren Irak gewidmet hat.

## Leben
Al-Amyal ist seit der Jahrtausendwende aktiv in der Förderung der Rechte von Frauen und der Gleichstellung in ihrem Land tätig. Aufgrund der extremen Bedrohungen, denen sie ausgesetzt ist, lebt Al-Amyal derzeit zur Gewährleistung ihrer Sicherheit versteckt und wechselt häufig ihren Wohnort.

## Wirken
Al-Amyal gilt als führende Persönlichkeit der Iraqi Women’s League (IWL), die älteste Frauenrechtsorganisation im Irak, gegründet 1952 von Naziha Al-Delemi, der ersten weiblichen Ministerin des Landes. Die Organisation ist national und international vernetzt und arbeitet an der Stärkung der Frauenrechte im Irak.
Al-Amyal setzt sich besonders für den Schutz von Frauen und Mädchen gegen Gewalt ein. Trotz zahlreicher Gesetze gegen Gewalt an Frauen sieht sie große Herausforderungen in deren Durchsetzung. Ihre Arbeit umfasst auch das Engagement gegen Korruption und die patriarchalischen Strukturen, die Frauen und Mädchen in Irak benachteiligen. Sie initiierte unter anderem Programme zur Förderung der Lese- und Schreibfähigkeit bei Frauen auf dem Land und betont die Bedeutung der politischen Teilnahme von Frauen.

## Auszeichnungen
Für ihr Engagement wurde Intisar Al-Amyal 2020 mit dem Per-Anger-Preis der schwedischen Regierung ausgezeichnet, der jährlich für besondere Leistungen im Bereich der Menschenrechte und Demokratie verliehen wird und an die Rettungsaktionen des Diplomaten Per Anger während des Zweiten Weltkrieges erinnert.